# منتخب السويد للكرة اللينة للسيدات
منتخب السويد للكرة اللينة للسيدات (بالسويدية: Sveriges damlandslag i softboll)‏ هو ممثل السويد الرسمي في المنافسات الدولية في كرة لينة للسيدات
.